# Colombia (Radsportteam)
Colombia ist ein ehemaliges kolumbianisches Radsportteam mit Sitz in Adro, Provinz Brescia (Italien), welches im Jahr 2012 unter dem Namen Colombia-Coldeportes als UCI Professional Continental Team gegründet wurde und bis zum Ende der Saison 2015 an internationalen Straßenradrennen der UCI WorldTour sowie der UCI Continental Circuits teilnahm.

## Organisation
Das Projekt wurde vom Instituto Colombiano del Deportes (sp., dt.: Kolumbianisches Institut für Sport) betrieben, welches im Jahr 2009 Mit-Namensgeber des Teams Colombia es Pasión-Café de Colombia war. Die beiden Teams hatten aber keine organisatorische Verbindung. Das Ziel ist die Entwicklung des kolumbianischen Radsports.
Teammanager war der Italiener Claudio Corti, ehemaliger Manager der Teams Polti, Saeco, Lampre und Barloworld. Sportlicher Leiter war der ehemalige Radrennfahrer Oliverio Rincón.
Zum Projekt gehörte auch ein UCI Continental Team, welches 2012 unter dem Namen Colombia-Comcel mit Sitz in Kolumbien gegründet wurde und von Oliverio Cárdenas und Hernán Buenahora geleitet wurde, sowie eine paralympische Radmannschaft.
Nach finanziellen Problemen wurde das Team zum Ende der Saison 2015 aufgelöst. Schon in den Vorjahren wurde bekannt, dass das Management mit Zahlungen an die Fahrer im Rückstand war.

## Saison 2015

### Erfolge in der UCI America Tour
Bei den Rennen der UCI America Tour im Jahr 2015 gelangen dem Team nachstehende Erfolge.
| Datum      | Rennen                                             | Kat. | Fahrer      |
| ---------- | -------------------------------------------------- | ---- | ----------- |
| 8. Februar | Kolumbianische Meisterschaft – Straßenrennen (U23) | CN   | Edward Díaz |

### Abgänge – Zugänge
| Zugänge            | Team 2014                                  | Abgänge             | Team 2015          |
| ------------------ | ------------------------------------------ | ------------------- | ------------------ |
| Cayetano Sarmiento | Cannondale                                 | Jarlinson Pantano   | IAM Cycling        |
| Alex Caño          | Aguardiente Antioqueño-Loteria de Medellin | Robinson Chalapud   | Orgullo Antioqueño |
| Jorge Castiblanco  | EPM-UNE-Área Metropolitana                 | Juan Esteban Arango | Coldeportes-Claro  |
| Walter Pedraza     | EPM-UNE-Área Metropolitana                 | Jeffry Romero       | Lotería de Boyacá  |
| Daniel Martínez    | Neoprofi                                   | Luis Largo          | Unbekannt          |
| Sebastián Molano   | Neoprofi                                   | Duber Quintero      | Unbekannt          |
| Brayan Ramírez     | Neoprofi                                   |                     |                    |
| Carlos Ramírez     | Neoprofi                                   |                     |                    |

### Mannschaft
| Fahrer               | Geburtsdatum       | Nationalität |              |
| Edwin Ávila          | 21. November 1989  | Kolumbien    |              |
| Alex Caño            | 13. März 1983      | Kolumbien    |              |
| Jorge Castiblanco    | 24. November 1988  | Kolumbien    |              |
| Edward Díaz          | 19. August 1994    | Kolumbien    |              |
| Fabio Duarte         | 11. Juni 1986      | Kolumbien    |              |
| Leonardo Duque       | 10. April 1980     | Kolumbien    |              |
| Daniel Martínez      | 25. April 1996     | Kolumbien    |              |
| Sebastián Molano     | 4. November 1994   | Kolumbien    |              |
| Darwin Pantoja       | 25. September 1990 | Kolumbien    |              |
| Jonathan Paredes     | 4. April 1989      | Kolumbien    |              |
| Walter Pedraza       | 27. November 1981  | Kolumbien    |              |
| Carlos Quintero      | 5. März 1986       | Kolumbien    |              |
| Brayan Ramírez       | 20. November 1992  | Kolumbien    |              |
| Carlos Ramírez       | 26. Oktober 1994   | Kolumbien    |              |
| Miguel Ángel Rubiano | 3. Oktober 1984    | Kolumbien    |              |
| Cayetano Sarmiento   | 28. März 1987      | Kolumbien    |              |
| Rodolfo Torres       | 21. März 1987      | Kolumbien    |              |
| Juan Pablo Valencia  | 2. Mai 1988        | Kolumbien    |              |
| Stagiaires           | Stagiaires         | Nationalität | Nationalität |
| Felix Baron          | Felix Baron        | Kolumbien    |              |

## Platzierungen in UCI-Ranglisten
UCI America Tour
| Saison | Mannschaftswertung | Fahrerwertung              |
| ------ | ------------------ | -------------------------- |
| 2012   | 19.                | Fabio Duarte (53.)         |
| 2013   | 28.                | Edwin Ávila (150.)         |
| 2014   | 23.                | Miguel Ángel Rubiano (78.) |

UCI Asia Tour
| Saison    | Mannschaftswertung | Fahrerwertung        |
| --------- | ------------------ | -------------------- |
| 2012-2013 | –                  | -                    |
| 2014      | 37.                | Duber Quintero (75.) |

UCI Europe Tour
| Saison | Mannschaftswertung | Fahrerwertung               |
| ------ | ------------------ | --------------------------- |
| 2012   | 26.                | Esteban Chaves (29.)        |
| 2013   | 55.                | Leonardo Duque (86.)        |
| 2014   | 51.                | Miguel Ángel Rubiano (200.) |